# Группы крови в японской культуре
Группы крови (яп. 血液型; けつえきがた Кэцуэкигата) человека системы AB0 занимают важное место в японской культуре. По ним определяют черты темперамента человека, его совместимость с другими и способности в работе. Группы крови для японцев имеют примерно то же значение, что и зодиак в Западном мире.
Часто подобные взгляды достигают уровня научного расизма, в современном виде они были высказаны в книге журналиста Масахико Номи в 1970-х годах. В то же время научный мир Японии и мира в целом отрицает веру в подобное влияние группы крови на личность человека и характеризует их как лженаучные и суеверные.

## История
Впервые группы крови были открыты австрийским учёным Карлом Ландштейнером, который обнаружил три уникальные группы крови после серии опытов. Дальнейшие исследования показали, что у разных народов группы крови в процентном соотношении распределяются неодинаково. Например, у азиатов самая частая группа крови — III(B). Эта разница сразу была взята на вооружение нацистами как подтверждение превосходства арийцев над «низшими» расами. Но впоследствии в нацистской Германии особое значение группы крови для определения «арийцев» было отвергнуто и замещено более общим понятием «арийская кровь».
В 1926 году в «Журнале организации военврачей» (яп. 軍医団雑誌 Гунъидан дзасси) появилась работа «О реакции агглютинации эритроцитов человека» (яп. 人血球凝集反応ニ就テ Нинкэккю:гё:сю: ханно: ни цуйтэ), авторами которой были Рин Хирано и Томита Ясима. Но работа была отвергнута как спорная, ненаучная и мотивированная расизмом авторов.
В 1927 году профессор Токийского женского педагогического института (в настоящее время Университет Отяномидзу) Такэдзи Фурукава издал в научном журнале «Изучение психологии» (яп. 心理学研究 Синригаку кэнкю:) труд под названием «Исследование темперамента по группе крови» (яп. 血液型による気質の研究 Кэцуэкигата ни ёру катаги но кэнкю:). Несмотря на отсутствие у Фурукавы репутации в научной среде, идея была принята на ура милитаризованным правительством того времени, и Фурукаве поручили проект по созданию суперсолдат для японской армии. Ему дали 10-20 человек для проведения эксперимента.
В другом исследовании Фурукава изучал разницу распределения групп крови у разных азиатских народов, преимущественно у аборигенов Тайваня и айнов с Хоккайдо. Мотивация была следующей: после оккупации Японией Тайваня местное население организовало ряд восстаний в 1930 и 1931 годах, в ходе чего было убито множество японских переселенцев. Таким образом, целью исследования было обнаружение причины «жестокости и бунтарства» этих народов. Исследования показали, что 41,2 % тайваньцев обладали I группой крови, из чего Фурукава сделал вывод, что их жестокость генетически обусловлена. Поскольку у айнов частота этой группы крови составила 23,8 %, и сами айны никогда не устраивали бунтов против японской метрополии, это ещё больше утвердило Фурукаву в правильности его выводов. В связи с этим он предположил, что японцы должны повысить число браков с тайваньцами, чтобы уменьшить среди них процент людей с I группой.
Интерес к теории Фурукавы угас в конце 1930-х годов, так как её ненаучность стала слишком очевидной для власти и научного сообщества Японии. Однако в 1970-х годах интерес к якобы имеющему место влиянию групп крови на человека вернула книга юриста и журналиста Масахико Номи, не имеющего, впрочем, медицинского образования. Работа Номи была нестрогой и несистематической, а использованная им методика построения заключений — туманной. Психологи и медики подвергли книгу жёсткой критике, но несмотря на это, работы Номи, касающиеся характера и диет для обладателей разных групп крови являются популярными среди населения и хорошо продаются.

## Современная популярность
Обсуждение групп крови очень популярно в японских женских журналах: многие женщины таким образом изучают свою «совместимость» с будущим или текущим партнёром. Среди утренних программ широко распространены гороскопы по группам крови, подобные гороскопы часто публикуются в ежедневных газетах. Четыре книги, каждая из которых рассказывает о людях определённой группы крови, заняли соответственно третье, четвёртое, пятое и девятое место в списке бестселлеров в Японии, составленном компанией «Тохан» в 2008 году. В японской Википедии группа крови является одним из главных параметров в биографиях знаменитостей, располагающейся сразу после даты рождения, но при этом статья о теории влияния группы крови на характер расположена в категориях «Псевдонаука» и «Дискриминация».
Хотя до сих пор не существует каких-либо научных подтверждений влияния группы крови на личность, многие японские службы знакомств даже специализируются на работе с людьми определённой группы крови. Это соответствует ажиотажу, связанному со знаками зодиака на Западе, причём западная астрология в Японии тоже популярна. Каждый японец досконально знает свою группу крови и все её заявленные особенности, и японцы очень удивляются, когда иностранцы не знают свою группу крови.
Авторы манги нередко дают своим персонажам группы крови, соответствующие их сюжетным характерам.